# エイベックス・クリエイター・エージェンシー
エイベックス・クリエイター・エージェンシー株式会社（英: Avex Creator Agency Inc.）は、日本の企業。エイベックス・エンタテインメント株式会社の完全子会社。

## 概要
出典：
2020年7月1日、エイベックス株式会社の簡易新設分割により、株式会社化。新事業推進本部にて推進していた新事業開発及び同領域における戦略投資に係る事業はABDが継承された。
2021年8月5日、新会社「バーチャル・エイベックス株式会社」を設立。ABD内のプロジェクト「AVALON」は新会社の管轄となった。
2022年7月1日、エイベックス・クリエイター・エージェンシー株式会社に商号変更。2022年8月8日、株式会社TWH及び株式会社MAKEYを吸収合併。オンライン旅行予約に関する事業をFinder & Giver株式会社に会社分割（新設分割）。

## プロジェクト

### 現在のプロジェクト
2025年4月時点。

#### BUSINESSES
- MEET YOUR ART（MEDIA）
- MEET YOUR ART FESTIVAL
- WALL_alternative
- クリエイターエージェント・アライアンス事業

#### GROUP COMPANIES
- Virtual Avex Inc.（バーチャル・エイベックス株式会社）

過去のプロジェクト
- 株式会社MAKEY（→MAKEY）
- コエステ株式会社
- 株式会社TWH
- itoma
- Future of Music
- avex fav

バーチャル・エイベックス
AVALON
出典：
- まりなす
- 南條夢路
- 五木つかさ
- 夢瞳カナウ
- 星輝来夢
- LiLYPSE